# Tom Anderson (imprenditore)
Tom Anderson (San Diego, 8 novembre 1970) è un imprenditore statunitense.

## Biografia
Co-fondatore della comunità virtuale MySpace, Tom Anderson è stato presidente e amministratore delegato della società fino al 2009.
Laureato all'Università della California, è considerato "la faccia" del social network poiché veniva automaticamente aggiunto tra gli amici, nonostante non fosse possibile contattarlo direttamente. Nel 2010 il suo profilo è stato sostituito da "Today On MySpace" (T.O.M.).